# Škoda 25Tr Irisbus
De Škoda 25Tr Irisbus (in West-Europa beter bekend als Irisbus Skoda 25Tr) is een low floor-trolleybus, geproduceerd door de Tsjechische busfabrikant Škoda Electric. De bus wordt geproduceerd in nauwe samenwerking met Irisbus. Skoda Electric levert hiervoor de elektrische onderdelen en Irisbus de chassis. De installatie en assemblage gebeurt bij Pilsen Skoda. Naast een 18m versie is er ook een 12m versie, de Škoda 24Tr Irisbus.

## Geschiedenis
Dit bustype wordt geproduceerd sinds 2004 in was in eerste instantie gebaseerd op de Irisbus Citybus 18M. Toen de Irisbus Citybus 18M in 2005 uit productie werd gehaald en opgevolgd werd door de Irisbus Citelis werd de Škoda 25Tr voortaan gebouwd op basis van dat type. De eerste bus die werd gebouwd op basis van de Citybus was de 401 van Dopravní společnost Zlín-Otrokovice. De eerste bussen kregen als typeaanduiding 25Tr. In 2007 is de 25Tr vernieuwd en kreeg een volledig lage vloer en een nieuwe typeaanduiding, de 25TrBT.

## Inzet
Deze bus komt vooral voor in Oost-Europese landen, in onder andere Tsjechië en Slowakije.
| Land      | Bedrijf                              | Type   | Serie     | Aantal | Inzet             | Opmerking            | Afbeelding |
| --------- | ------------------------------------ | ------ | --------- | ------ | ----------------- | -------------------- | ---------- |
| Slowakije | DPB                                  | 25Tr   | 6701–6706 | 6      | Bratislava        |                      |            |
| Slowakije | DPMP                                 | 25Tr   | 704-708   | 5      | Prešov            |                      |            |
| Slowakije | DPMP                                 | 25TrBT | 709-710   | 2      | Prešov            |                      |            |
| Tsjechië  | Arriva Teplice                       | 25TrBT | 212-213   | 2      | Teplice           |                      |            |
| Tsjechië  | Dopravní podnik města Ústí nad Labem | 25Tr   | 604-609   | 6      | Ústí nad Labem    |                      |            |
| Tsjechië  | Dopravní společnost Zlín-Otrokovice  | 25Tr   | 401–406   | 6      | Zlín - Otrokovice | 401 is een prototype |            |
| Tsjechië  | Dopravní společnost Zlín-Otrokovice  | 25TrBT | 407–411   | 5      | Zlín - Otrokovice |                      |            |
| Tsjechië  | DPCHJ                                | 25TrBT | 026       | 1      | Chomutov - Jirkov |                      |            |
| Tsjechië  | DPCMB                                | 25Tr   | 58–70     | 13     |                   | České Budějovice     |            |
| Tsjechië  | DPCMB                                | 25TrBT | 71-88     | 18     |                   | České Budějovice     |            |
| Tsjechië  | DPMB                                 | 25TrBT | 3609–3617 | 9      | Brno              |                      |            |
| Tsjechië  | PMDP                                 | 25TrBT | 520–524   | 5      | Pilsen            |                      |            |

## Externe link

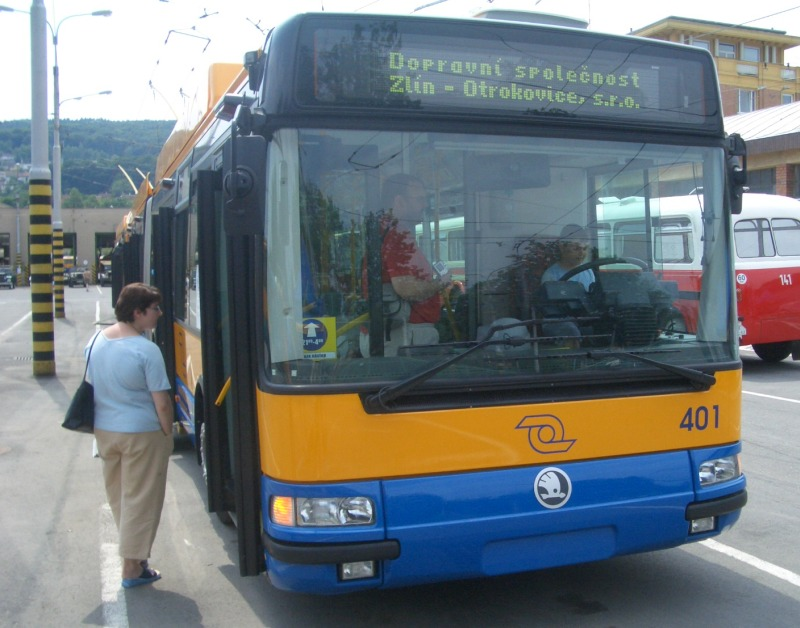
Een Škoda 25Tr op basis van de Irisbus Citybus
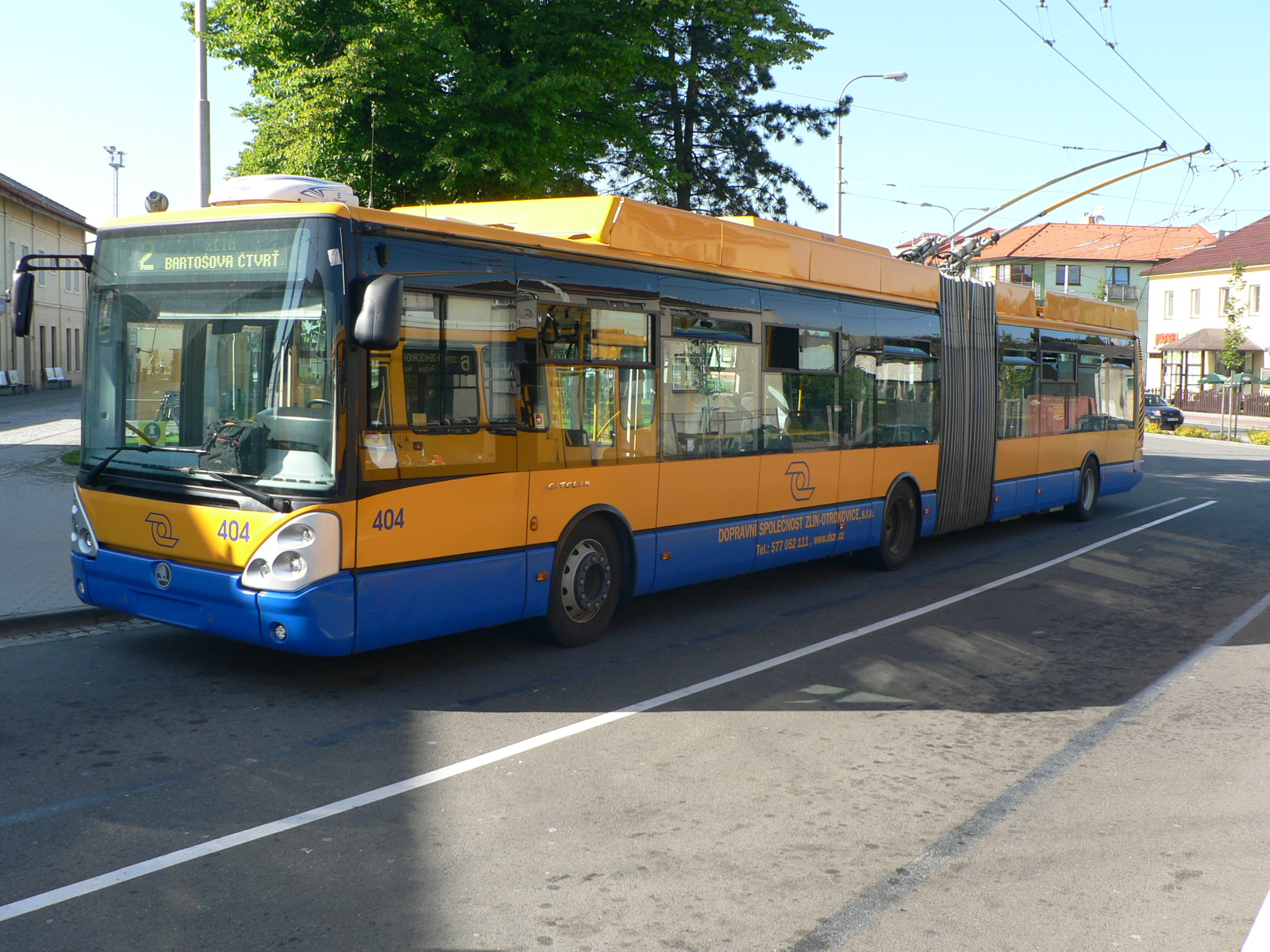
Een Škoda 25Tr op basis van de Irisbus Citelis
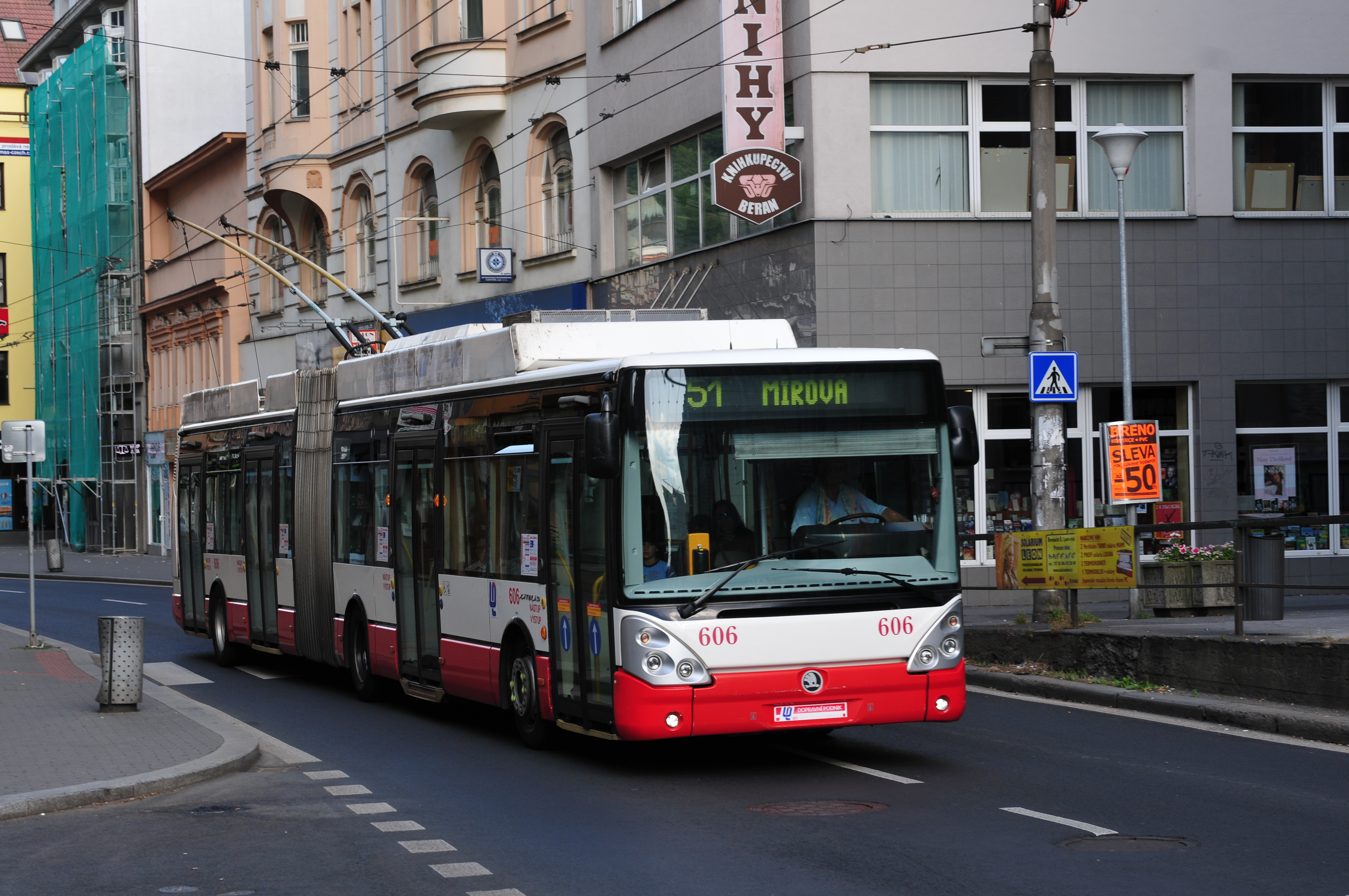
Een Škoda 25TrBT op basis van de Irisbus Citelis